# Reggimenti italiani (1800-1815)
Lista dei reggimenti italiani dal 1800 al 1815.

## Repubblica Italiana (1802-1805)
Guardia

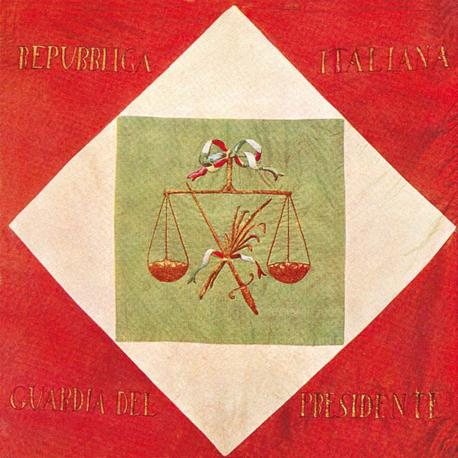
Bandiera della Guardia del Presidente della Repubblica italiana

- Guardia del governo (8 ottobre 1801 - 20 settembre 1803)
- Guardia del vicepresidente (8 febbraio 1802 - 20 settembre 1803)
- Guardia del presidente (20 settembre 1803 - 20 giugno 1805)

Fanteria
- 1ª Mezza brigata di linea (21 settembre 1801 - aprile 1805)
- 2ª Mezza brigata di linea (21 settembre 1801- aprile 1805)
- 3ª Mezza brigata di linea (21 settembre 1801 - aprile 1805)
- 4ª Mezza brigata di Linea (21 settembre 1801 - aprile 1805)
- 5ª Mezza brigata di linea (21 settembre 1801 - aprile 1805)
- 1ª Mezza brigata leggera (21 settembre 1801 - aprile 1805)
- 2ª Mezza brigata leggera (21 settembre 1801 - aprile 1805)
- Legione italiana (18 maggio 1803 - 31 maggio 1805)
- 1ª Mezza brigata polacca (21 gennaio 1802 - 3 maggio 1805)
- 2ª Mezza brigata polacca (21 gennaio 1802 - 27 gennaio 1803)

Cavalleria
- 1º Reggimento ussari (27 agosto 1800 - 19 giugno 1805)
- 2º Reggimento ussari (4 settembre 1800 - 4 febbraio 1805)
- Reggimento cacciatori a cavallo (27 agosto 1800 - 28 luglio 1814)
- Reggimento cavalleggeri (ulani) polacchi (3 gennaio 1799 - 4 agosto 1806)

Artiglieria e Genio
- Reggimento artiglieria a piedi (21 settembre 1801)
- Compagnia operai (21 settembre 1801)
- Squadrone artiglieria a cavallo (21 settembre 1801)
- Battaglione pontonieri (21 settembre 1801)
- Battaglione del treno (21 settembre 1801)
- Compagnia artisti del genio (1801)
- Battaglione Zappatori (1801)

Invalidi
- Deposito Invalidi e Veterani (luglio 1800 - 15 gennaio 1802)
- Corpo Invalidi e Veterani (15 gennaio 1802 - 23 luglio 1804)
- Battaglione Veterani (23 luglio 1804 - 25 ottobre 1807)

Guardia Nazionale
Marina
- Battaglione Marinai Cannonieri (21 ottobre 1803 - 29 luglio 1806)
- Flottiglia dell'Adriatico (Rimini e Goro) (23 luglio 1803)
- Flottiglia dei Laghi (Garda e Mantova) (1º luglio 1805 - 1º marzo 1806)

## Regno d'Italia (1805-1814)

### Guardia Reale italiana (20 giugno 1805 - 1º giugno 1814)

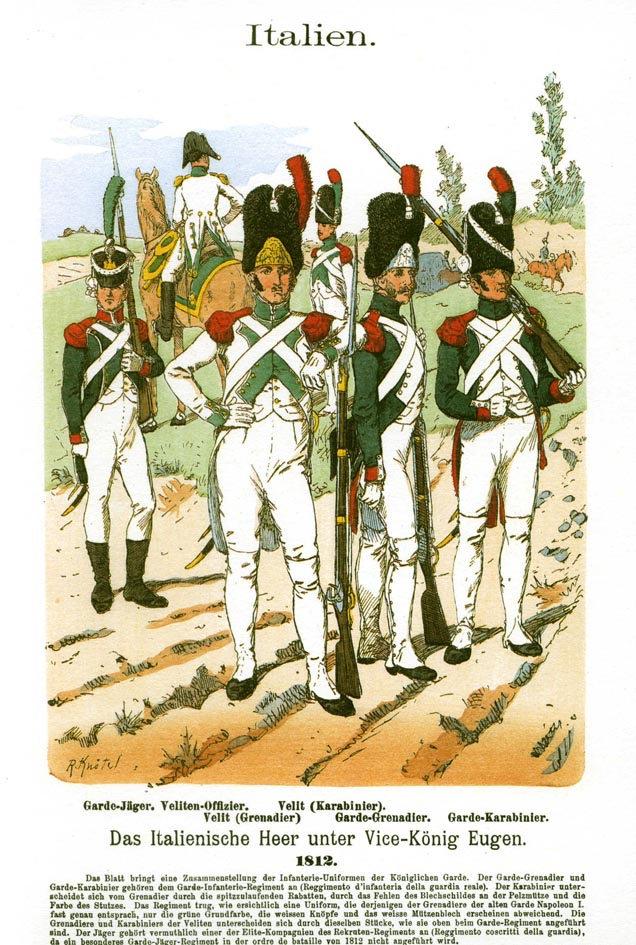
L'esercito italiano del viceré Eugenio, 1812

- Reggimento Fanteria di linea, poi Granatieri (1812) della Guardia Reale
- Reggimento Veliti Reali della Guardia Reale
- Reggimento Coscritti, poi Cacciatori a piedi (1813), della Guardia Reale (4 ottobre 1810)
- Compagnie d'artiglieria reggimentale (12 aprile 1811)
- Guardie d'Onore (compagnie irreggimentate)
- Reggimento Dragoni della Guardia Reale
- Artiglieria della Guardia Reale
- Treno della Guardia Reale
- Gendarmeria scelta della Guardia Reale (6 settembre 1808)
- Marinai della Guardia Reale (13 giugno 1808)
- Battaglione provvisorio Guardia Reale nella Grande Armée (gennaio-giugno 1813)

### Fanteria

#### Fanteria di linea
- 1º Reggimento di fanteria di linea italiano (aprile 1805 - 28 luglio 1814)
- 2º Reggimento di fanteria di linea italiano (aprile 1805 - 28 luglio 1814)
- 3º Reggimento di fanteria di linea italiano (aprile 1805 - 28 luglio 1814)
- 4º Reggimento di fanteria di linea italiano (aprile 1805 - 28 luglio 1814)
- 5º Reggimento di fanteria di linea italiano (aprile 1805 - 28 luglio 1814)
- Legione Italiana (18 maggio 1803), poi Reggimento Ausiliario (1º giugno 1805), poi 6º Reggimento di fanteria di linea italiano (8 luglio 1806 - 28 luglio 1814)
- 7º Reggimento di fanteria di linea italiano, già truppe pontificie delle Marche (2 giugno 1808 - 28 luglio 1814)
- 1º Reggimento provvisorio[1] a Barcellona (26 novembre 1807 - settembre 1808)
- Battaglione provvisorio di linea nella Grande Armée (gennaio-giugno 1813)

#### Fanteria leggera
- 1º Reggimento leggero italiano (aprile 1805 - 28 luglio 1814)
- 2º Reggimento leggero italiano (aprile 1805 - 28 luglio 1814)
- Real Battaglione Cacciatori Bresciani (5 ottobre - 8 luglio 1805), diventato poi 
Reggimento Cacciatori Bresciani (8 luglio 1805 - 7 luglio 1807), diventato poi
3º Reggimento leggero italiano (8 luglio 1807 - 28 luglio 1814)
- 4º Reggimento leggero italiano (27 ottobre 1810 - 28 luglio 1814)
- Battaglione Coloniale (Elba) (1º novembre 1810 - 31 gennaio 1813)
Reggimento Coloniale (Elba) (1º febbraio 1813 - 28 luglio 1814)
- 1º Reggimento polacco (3 maggio 1805 - 4 agosto 1806)
- 1º Battaglione Dalmata (1º gennaio 1806 - 1º marzo 1808)?
- 2º Battaglione Dalmata (1º gennaio 1806 - 1º marzo 1808)?
- Legione Dalmata (30 giugno 1806 - 1º marzo 1808)?
Reggimento Reale Dalmata (1º marzo 1808 - ottobre 1814)?
- Battaglione Reale d'Istria (30 giugno 1806 - 30 novembre 1809)?

#### Corpi volontari
- Battaglione Bersaglieri Volontari (30 agosto - 30 settembre 1813)
- Compagnia Franca Bersaglieri (8 gennaio - 28 luglio 1814)
- 1º Reggimento Volontari (11 novembre 1813 - 28 luglio 1814)
- 2º Reggimento Volontari (11 novembre 1813 - 28 luglio 1814)

#### Invalidi e Veterani
- Battaglione Veterani (23 luglio 1804 - 25 ottobre 1807)
Battaglione Invalidi e Veterani (25 ottobre 1807-21 novembre 1811)
Reggimento Invalidi e Veterani (21 novembre 1811 - 28 luglio 1814)

### Cavalleria

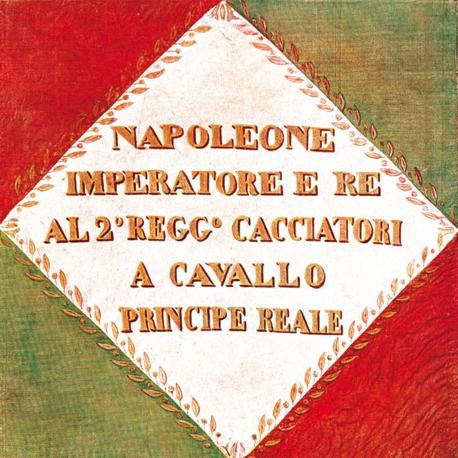
Bandiera del 2º Reggimento cacciatori a cavallo Principe Reale

- Reggimento Dragoni Regina ex 1° ussari (19 giugno 1805 - 28 luglio 1814)
- Reggimento Dragoni Napoleone ex 2° ussari (4 febbraio 1805 - 28 luglio 1814)
- 1º Reggimento cacciatori a cavallo Real Italiano (1801)
- Reggimento provvisorio di cavalleria (dicembre 1807-30 marzo 1808)
2º Reggimento cacciatori a cavallo Principe Reale (30 marzo 1808 - 28 luglio 1814)
- 3º Reggimento cacciatori a cavallo (21 settembre 1810 - 28 luglio 1814)
- 4º Reggimento cacciatori a cavallo (30 dicembre 1811 - 28 luglio 1814)

### Artiglieria e genio
- Reggimento artiglieria a piedi (21 settembre 1801 - 19 agosto 1814)
- Squadrone artiglieria a cavallo (21 settembre 1801-1º novembre 1805)
Reggimento artiglieria a cavallo (1º novembre 1805 - 19 agosto 1814)
- Compagnie d'artiglieria reggimentale (10 novembre 1810)
- Reggimento del Treno (2 ottobre 1812)
- Compagnia minatori-zappatori (30 dicembre 1800)
- Battaglione Zappatori (12 maggio 1802 - 18 agosto 1814)
- Compagnia treno del genio (24 gennaio 1812)

### Reale Gendarmeria (20 febbraio 1801)
- 1º Reggimento di gendarmeria a Bergamo (3 settembre 1804 - 1808)
- 2º Reggimento di gendarmeria a Bologna (3 settembre 1804 - 1808)
- 1ª Legione di gendarmeria a Milano (12 marzo 1808 - 1814)
- 2ª Legione di gendarmeria a Bologna (12 marzo 1808 - 1814)
- 3ª Legione di gendarmeria a Treviso (12 marzo 1808 - 1814)
- Deposito d'istruzione di Milano (21 marzo 1807)

### Guardia Nazionale
- Compagnie scelte dipartimentali (1809)
- Compagnie dipartimentali di riserva (10 dicembre 1811)
- Compagnie dipartimentali di GN attiva (23 settembre 1813)
- Battaglione dei bombardieri urbani di Padova (1807-14)
- Battaglione cannonieri civici di Venezia (10 ottobre 1806)
- Battaglione Guardia sedentaria di Venezia (27 gennaio 1808)
Reggimento Guardia sedentaria di Venezia (9 novembre 1810)
Reggimento Guardia della città di Venezia (10 dicembre 1811)
- Battaglione Guardie della città di Milano (10 dicembre 1811)
- Compagnia zappatori-pompieri di Bologna
- Compagnia zappatori-pompieri di Milano (12 dicembre 1811)
- Battaglione cannonieri del Mincio (1809-10)
- Compagnia cannonieri civici di Ancona (1810)
- Compagnie cannonieri guardacoste di Murano, Caorle, Goro, Comacchio, Senigallia e Civitanova (21 luglio 1810 - 1814)

### Reale Marina Italiana
Corpi militari
- Battaglione Marinai Cannonieri (21 ottobre 1803 - 29 luglio 1806)
- Battaglione Cannonieri veneziani ex-K. K. Marine (16 giugno 1802 - 29 luglio 1806)
- Battaglione Cannonieri Marinai (29 luglio 1806 - 1º maggio 1814)
- Battaglione Fanteria di Marina, poi 2° Dalmato (1º gennaio 1806 - novembre 1807)
- Battaglione Invalidi all'Estuario (1798 - 18 aprile 1807)
- Battaglione Invalidi e Veterani di Marina (18 aprile 1809 - 16 gennaio 1811)
- Compagnie militari guardaciurme di Venezia e Ancona (1808-14)
- Compagnia Trombieri dell'Arsenale (31 marzo 1807 - 1º maggio 1814)
- 4ª Compagnia Infermieri Ospedale di Marina a Venezia (17 luglio 1811- 1º maggio 1814)
- Battaglione di Flottiglia (orfani) (17 gennaio 1812 - 1º maggio 1814)
- Battaglione Battellanti della Laguna (15 dicembre 1813 - 1º maggio 1814)

Formazioni Navali
- Forze Navali 1806-09 (Divisioni d'Albania - dell'Istria - della Dalmazia - di Corfù - di Riserva)
- Flottiglia dei Laghi 1809 (Divisioni Mantova, Peschiera e Romagna)
- Difesa di Venezia 1809 (Divisioni Rada, Alberoni, Motta S. Angelo, Lido, Treporti, Friuli)
- Forze Navali 27 febbraio 1810 (Divisioni Navali Ancona, Venezia, Corfù: Divisioni Sottili Zara, Ancona e Venezia)
- Divisione Navale franco-italia Dubordieu a Lissa (11 marzo 1811)
- Forze Navali 3 giugno 1913 (Divisioni 1ªAncona, 2ª Venezia, 3ªCorfù)
- Difesa di Venezia 1813-14 (Divisioni Canale di San Marco, 1ªChioggia, 2ª Alberoni, 3ªMarghera, 4ª Fusina, 5ª Burano, 6ª e 7ª Treporti)

## Regno di Napoli (1800-1806)

### Corpi di Casa Reale
- Reali Guardie del Corpo
- Alabardieri di Napoli (10 marzo 1800 - febbraio 1806)
- Cacciatori Reali
- Reggimento granatieri russi (24 aprile 1800 - gennaio 1802)
- Reggimento granatieri guardie reali (1º aprile 1800)

### Fanteria di linea (1º settembre 1799-15 marzo 1806)
- Reggimento Real Ferdinando
- Reggimento Carolina I
- Reggimento Principe Reale I
- Reggimento Principe Reale II (30 settembre 1800)
- Reggimento Principessa Reale
- Reggimento Reali Calabresi
- Reggimento Abruzzi
- Reggimento Carolina II
- Reggimento Reali Sanniti
- Reggimento Montefusco (1º settembre 1799 - 27 aprile 1801)
- Reggimento Reali Presidi
- Reggimento Alemagna
- Reggimento Albania
- Battaglione volontari dei Naturali di Longone (1799-1801)
- Battaglione volontari dei Naturali di Orbetello (1799-1801)
- Compagnia dei Naturali di Ischia (1799-1806)
- Compagnia dei Naturali di Fondi (1804-1806)

### Fanteria leggera
- 1º Battaglione Cacciatori Campani (10 marzo 1800 - marzo 1806)
- 2º Battaglione Cacciatori Appuli (10 marzo 1800 - 6 febbraio 1808)
- 3º Battaglione Cacciatori Calabri (10 marzo 1800 - marzo 1806)
- 4º Battaglione Cacciatori Aprutini (10 marzo 1800 - marzo 1806)
- 5º Battaglione Cacciatori Albanesi (27 febbraio 1798 - giugno 1812)
- 6º Battaglione Cacciatori Sanniti (10 marzo 1800 - marzo 1806)
- 7º Battaglione Cacciatori Sanniti II, poi Marsi (6 luglio 1800 - marzo 1806)
- Corpo Fucilieri di Montagna (1735)
- Corpo dei Fucilieri di città (27 settembre 1803 - 27 maggio 1806)

### Cavalleria
- Reggimento Re cavalleria (settembre 1799)
- Reggimento Regina cavalleria (settembre 1799)
- Reggimento Real Principe I cavalleria (settembre 1799)
- Reggimento Real Principe II cavalleria (settembre 1799)
- Reggimento Real Principessa cavalleria (settembre 1799)
- Reggimento Valdinoto II cavalleria (6 febbraio 1799)
- Reggimento Valdimazzara cavalleria (6 febbraio 1799)
- Corpo Dragoni Leggeri (luglio 1800 - giugno 1801)

### Corpo Reale d'Artiglieria
- 1º Reggimento artiglieria Re
- 2º Reggimento artiglieria Regina
- Compagnia artefici (1788-1806)
- Artiglieri Litorali (25 marzo 1793)
- Brigata pionieri (16 ottobre 1798)
- Compagnia pontonieri (16 ottobre 1798)
- Dipendenza del treno d'artiglieria e regi bagagli (1800-1806)

### 4ª Divisione siciliana (27 ottobre 1801)
- Alabardieri di Palermo
- Reggimento Valdimazzara I fanteria (6 febbraio 1799 - 16 settembre 1812)
- Reggimento Valdimazzara II fanteria (27 ottobre 1801 - 16 settembre 1812)
- Reggimento Valdemone fanteria (6 febbraio 1799 - 16 settembre 1812)
- Reggimento Valdinoto fanteria (6 febbraio 1799 - 16 settembre 1812)
- Battaglione cacciatori Valdimazzara (6 febbraio 1799 - 29 febbraio 1808)
- Battaglione cacciatori Valdemone (6 febbraio 1799 - 29 febbraio 1808)
- Compagnie di volontari per dotazione delle Isole
- Reggimento Valdemone cavalleria (6 febbraio 1799 - 16 settembre 1812)
- 2º battaglione del Reggimento Artiglieria Regina
- Artiglieri litorali
- Deputazione alle Torri costiere
- Milizia del Regno
- Milizia Urbana di Palermo
- Milizia Urbana di Messina

### Reggimenti provinciali
- Reggimenti Urbani di Napoli (I-X fanteria, I-IV Dragoni)
- Reggimenti provinciali Terra di Lavoro (I-V fanteria Nola, Aversa, Caserta, Sessa e San Germano: I-II dragoni Aversa e Venafro)
- Reggimenti provinciali di Salerno (I-IV fanteria Salerno, Monte Corvino, Polla e Vallo: dragoni Nocera)
- Reggimenti provinciali Montefusco (I-III fanteria Avellino, Montella e Ariano: dragoni M.Marrino)
- Reggimenti provinciali di Matera (I-III fanteria Matera, Venosa e Tursi: dragoni Matera)
- Reggimenti provinciali di Lucera (I-IV fanteria Campobasso, Termoli, Lucera e Foggia: dragoni Foggia)
- Reggimenti provinciali di Trani (I-II fanteria Trani e Bari: dragoni Molfetta)
- Reggimenti provinciali di Lecce (I-II fanteria Lecce e Manduria: dragoni Taranto)
- Reggimenti provinciali di Cosenza (I-III fanteria Cassano, Cosenza e Rossano: dragoni Cosenza)
- Reggimenti provinciali di Catanzaro (I-IV fanteria Catanzaro, Tropea, Reggio e Gerace: dragoni Gerace)
- Reggimenti provinciali di Chieti (I-II fanteria Chieti e Vasto: dragoni Vasto)
- Reggimenti provinciali di Teramo (fanteria e dragoni Teramo)
- Reggimenti provinciali dell'Aquila (I - II fanteria L'Aquila e Celano, dragoni L'Aquila)

## Regno di Napoli (1806-1815)

### Guardia Reale napoletana
Fanteria della Guardia

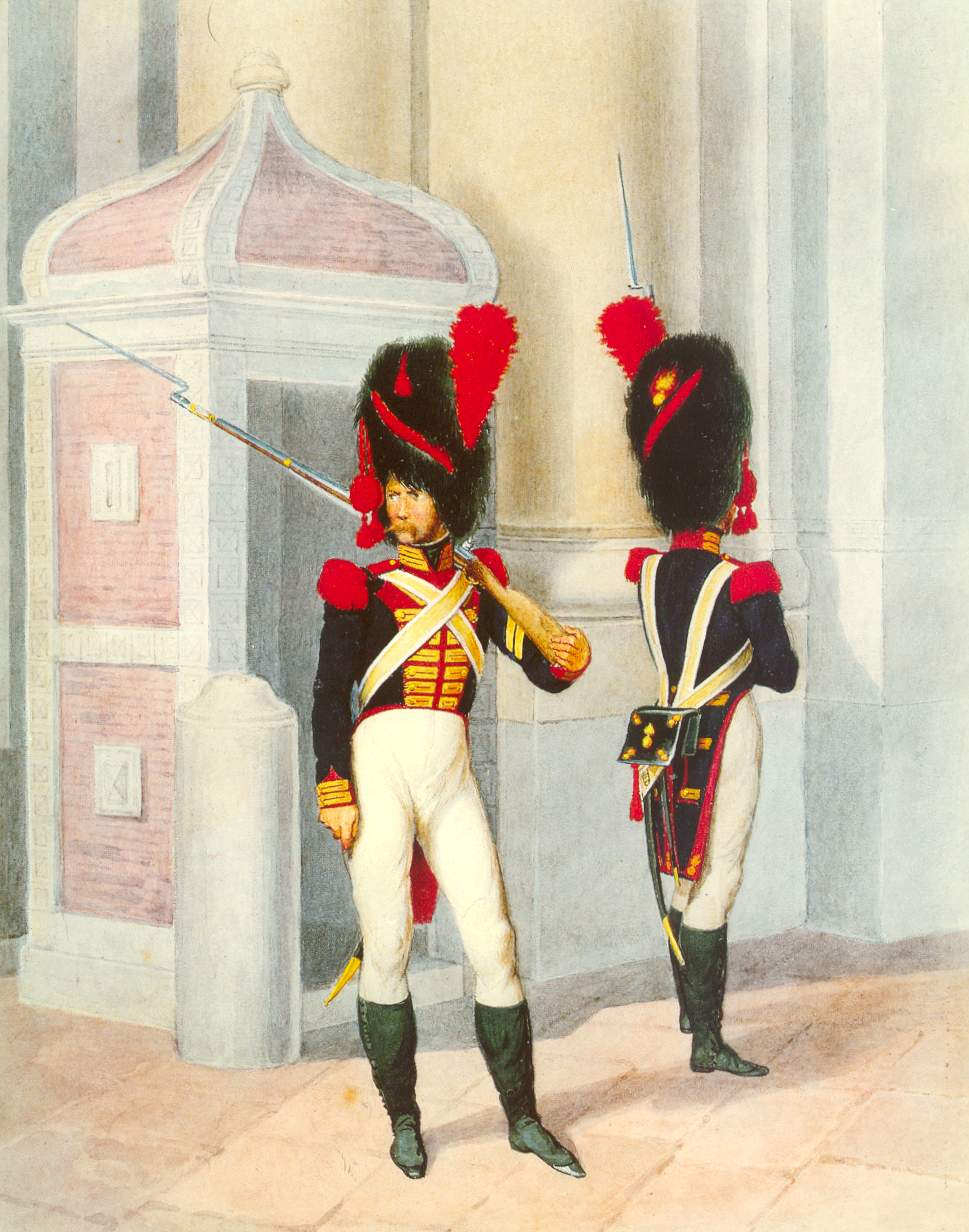
Guardia reale napoletana

- Reggimento Granatieri (francesi) (11 luglio 1806 - 20 maggio 1815)
- Battaglione volteggiatori (francesi) (30 maggio 1806 - 15 luglio 1811)
- Compagnia cacciatori civici scelti, poi veliti a piedi (1806-08)
- Reggimento Veliti Cacciatori (22 settembre 1808 - 15 luglio 1811)
- 1º Reggimento Veliti a piedi già Veliti Cacciatori (15 luglio 1811 - maggio 1815)
- 2º Reggimento Veliti a piedi (15 luglio 1811 - maggio 1815)
- Reggimento Volteggiatori già 12° di linea (29 settembre 1814 - maggio 1815)

Cavalleria della Guardia

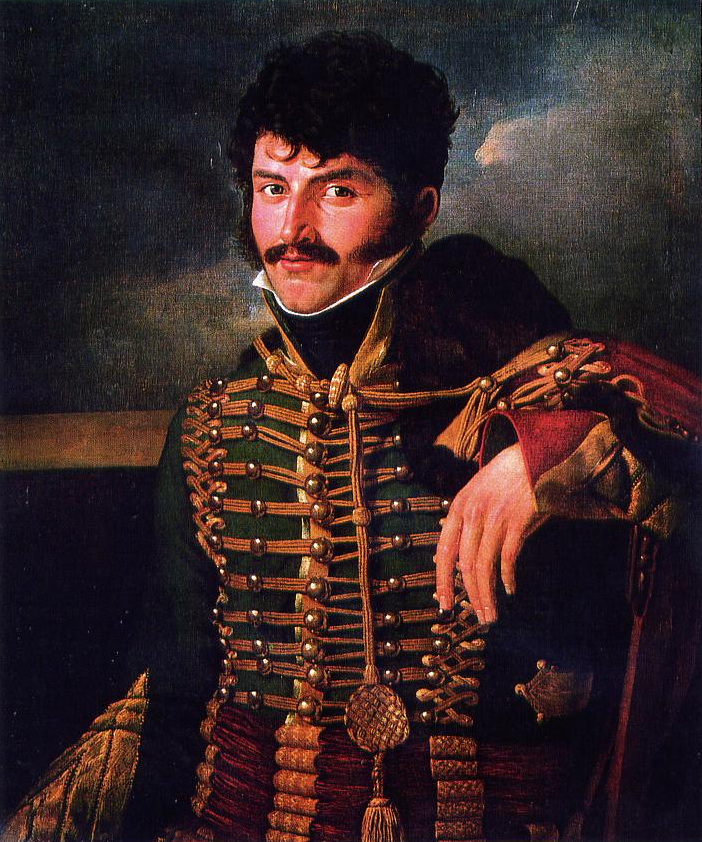
Ufficiale degli ussari della Guardia Reale Napoletana, 1813

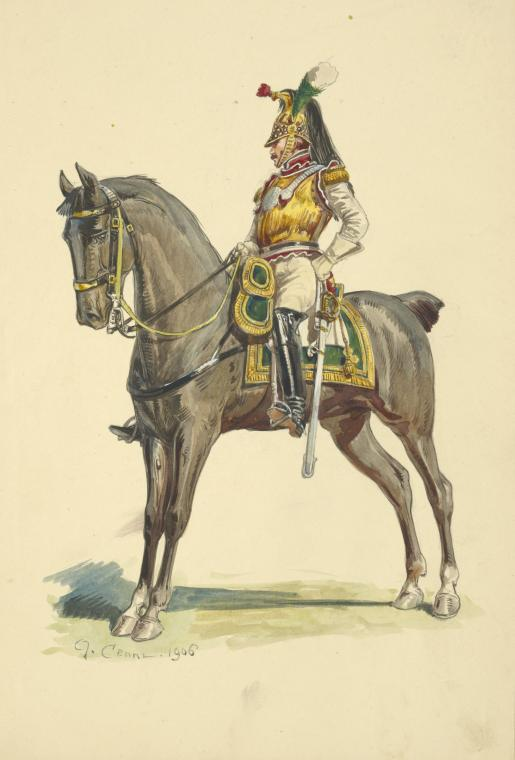
Corazziere napoletano, 1812

- Reggimento cavalleggeri (francesi) (30 luglio 1806 - 10 luglio 1808)
- Compagnia veliti a cavallo Clary (22 novembre 1806 - settembre 1808)
- Compagnia cavalleggeri volontari Tascher (19 febbraio 1807-settembre 1808)
- Squadrone, poi Reggimento cavalleggeri (già Lancieri di Berg) (6 settembre 1808 - maggio 1815)
- Reggimento Guardie d'onore (15 febbraio 1809 - 10 marzo 1813)
- Reggimento Guardie del corpo, già d'onore (10 marzo 1813-1º ottobre 1814)
- Compagnia delle guardie del corpo (1º ottobre 1814 - maggio 1815)
- Reggimento Lancieri, già guardie del corpo (1º ottobre 1814 - maggio 1815)
- Corpo, poi Reggimento Veliti a cavallo (22 settembre 1808 - 11 aprile 1813)
- Reggimento Ussari, già Veliti a cavallo (11 aprile 1813 - maggio 1815)
- Squadrone gendarmeria scelta (30 settembre 1806 - 18 marzo 1813)
- Reggimento Corazzieri (18 marzo 1813 - maggio 1815)

Artiglieria e altri corpi
- Artiglieria della guardia reale (30 settembre 1806 - 10 luglio 1808)
- Artiglieria a cavallo della guardia reale (22 settembre 1809 - maggio 1815)
- Treno della Guardia Reale (30 settembre 1806 - maggio 1815)
- Compagnia, poi Battaglione Marinai della Guardia Reale (25 ottobre 1806 - maggio 1815)
- Compagnia, poi Battaglione Veterani della Guardia Reale (21 aprile 1809)
- Alabardieri reali di Napoli

### Infanteria napoletana
Infanteria di linea

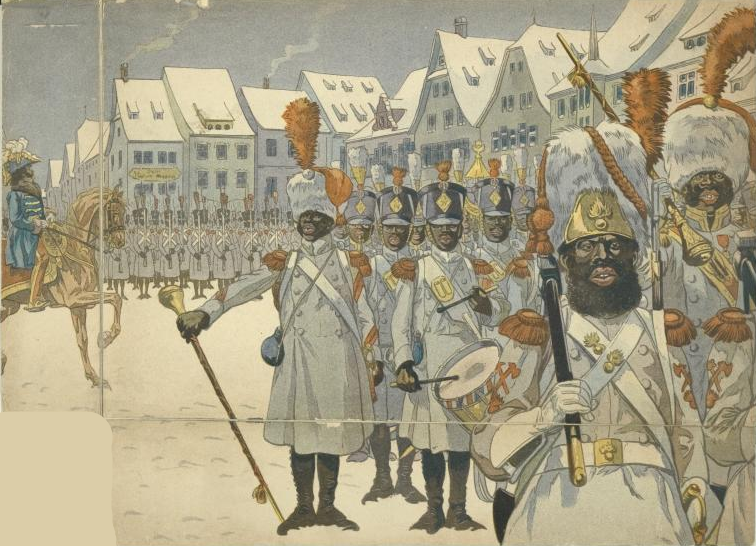
7º Reggimento di linea "Real Africano"

- 1º Reggimento di linea del Re (13 giugno 1806)
- 2º Reggimento di linea della Regina (13 giugno 1806)
- 3º Reggimento di linea Principe (10 marzo 1809)
- 4º Reggimento di linea Sannita (27 agosto 1809)
- 5º Reggimento di linea Calabria (12 settembre 1809)
- Reggimento Guardia Municipale di Napoli (26 settembre 1808 - 10 dicembre 1810)
- 6º Reggimento di linea Napoli (10 dicembre 1810)
- 7º Reggimento di linea "Real Africano" (7 dicembre 1810)
- 7º Reggimento di linea "Principe Luciano" (a Danzica 1812-14)
- Reggimento scelto Macdonald in Germania (12 gennaio - 10 giugno 1813)
- 8º Reggimento di linea (14 ottobre 1811)
- Reggimento provvisorio, poi 9° di linea (28 giugno 1813)
- 10º Reggimento di linea (8 marzo 1814)
- 6° italiano, poi 11º Reggimento di linea (3 maggio 1814)
- 12º Reggimento di linea (reduci da Danzica, poi Volteggiatori della guardia Reale) (29 giugno - 29 settembre 1814)
- 12º Reggimento di linea (delle Marche) (29 settembre 1814)

Infanteria leggera
- 1º Reggimento leggero napoletano (Real Corso) (16 febbraio 1813)
- 1°, poi 2º Reggimento leggero napoletano (16 febbraio 1806)
- 2°, poi 3º Reggimento leggero napoletano (27 maggio 1806)
- Provvisorio, poi 4º Reggimento leggero napoletano (20 febbraio 1812)

Corpi irregolari
- Compagnia franca guide degli Abruzzi (5 settembre 1806 – 26 marzo 1808)
- Compagnie franche volteggiatori abruzzesi (18 dicembre 1806-1807)
- Corpi franchi calabresi (settembre 1806-aprile 1808)
- Battaglione Cacciatori di montagna del Principato Citra (4 ottobre 1806-25 agosto 1809)
- Battaglione sacro degli Ufficiali Italiani (aprile-maggio 1815)
- Brigata Volontari italiani (aprile-maggio 1815)

Corpi presidiari
- Corpo, poi Reggimento Veterani (22 dicembre 1806 - maggio 1815)

### Infanteria estera
- Battaglione (Reggimento) Real Africano (ex-pionniers noirs) (1º ottobre 1806 -17 dicembre 1810)
- Legione corsa (30 giugno 1806 - 6 gennaio 1807) 
Reggimento Real Corso, già Legione corsa (6 gennaio 1807 - 16 febbraio 1813)

### Cavalleria di linea napoletana
La cavalleria di linea napoletana fu riorganizzata il 10 marzo 1813, unendo i cacciatori a cavallo e il Reggimento cavalleggeri
- 1° Cacciatori a cavallo napoletano (18 febbraio 1806 - 10 marzo 1813)
poi 1º Reggimento cavalleggeri (10 marzo 1813)
- 2° Cacciatori a cavallo napoletano (4 giugno 1806 - 10 marzo 1813)
poi 2º Reggimento cavalleggeri (10 marzo 1813)
- Squadrone Guardia Municipale di Napoli (26 settembre 1809-25 dicembre 1810)
- 1º Reggimento cavalleggeri (25 dicembre 1810 - 10 marzo 1813)
poi 3º Reggimento cavalleggeri (10 marzo 1813)
- 4º Reggimento cavalleggeri (7 luglio 1814)

### Artiglieria e genio

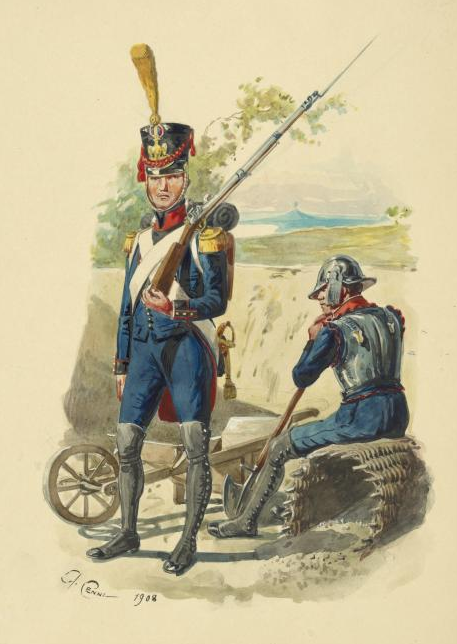
Genio minatori

- Compagnie d'artiglieria napoletana (marzo-luglio 1806)
- Reggimento Artiglieria a piedi (31 luglio 1806 - dicembre 1810)
- 1º Reggimento Artiglieria di Terra (dicembre 1810 - maggio 1815)
- Compagnie d'artiglieria reggimentale (2 aprile 1813 - 5 gennaio 1814)
- 2º Reggimento Artiglieria di Terra (5 gennaio 1814 - maggio 1815)
- 1ª Compagnia artiglieri artefici del Castelnuovo (11 marzo 1806 - maggio 1815)
- 2ª Compagnia artiglieri artefici del Castelnuovo (14 luglio 1813 - maggio 1815)
- 1ª Compagnia artefici armaioli del Castelnuovo (16 dicembre 1808 - maggio 1815)
- 2ª e 3ª Compagnie artefici armaioli di Gioacchinopoli (30 ottobre 1809 - maggio 1815)
- Compagnia pontonieri (25 novembre 1813 - maggio 1815)
- Compagnie artiglieri litorali di Gaeta, Baia, Pozzuoli, Castellammare, Sorrento, Salerno, Calabria, Taranto, Otranto, Bari, Manfredonia e Pescara (18 agosto 1807 - maggio 1815)
- Compagnie del treno d'artiglieria (7 ottobre 1806 - 30 luglio 1807)
- 1º Battaglione del treno d'artiglieria (30 luglio 1807 - 26 maggio 1814)
- Compagnie equipaggi militari (21 maggio - 2 dicembre 1813)
- 2º Battaglione del treno (2 dicembre 1813 - 26 marzo 1814)
- Reggimento del Treno (26 maggio 1814)
- Compagnie minatori e zappatori (25 luglio 1806-21 aprile 1808)
- 1º Battaglione zappatori e minatori (21 aprile 1809 - 26 maggio 1814)
- 7ª Compagnia zappatori napoletana a Corfù (25 dicembre 1810 - 1814)
- 2º Battaglione zappatori minatori (2 aprile - 26 maggio 1814)
- Reggimento Zappatori e Minatori (26 maggio 1814 - maggio 1815)

### Gendarmeria reale napoletana (10 marzo 1806)
- 1ª Legione (10 giugno 1806 - 5 gennaio 1808)
- 2ª Legione (10 giugno 1806 - 5 gennaio 1808)
- Legione di Napoli (5 gennaio 1808 - 3 marzo 1809)
- 1ª Legione di Napoli (3 marzo 1809 - 13 settembre 1816)
- 2ª Legione di Foggia, poi Bari (3 marzo 1809 - 13 settembre 1816)
- 3ª Legione di Salerno (3 marzo 1809 - 13 settembre 1816)
- Armigeri cacciatori calabresi (16 aprile 1807)
- Armigeri regi o gendarmeria ausiliaria (23 novembre 1807)
- Compagnie provinciali di fanteria (4 maggio 1810)
- Gendarmeria reale di Marina (30 marzo 1810)

### Guardia civica provinciale (15 maggio 1806)
- Legione provinciale Calabria Citra
- Legione provinciale Calabria Ultra
- Legione provinciale Abruzzo Citra
- Legione provinciale Abruzzo Ultra I
- Legione provinciale Abruzzo Ultra II
- Legione provinciale Molise
- Legione provinciale Basilicata
- Legione provinciale Capitanata
- Legione provinciale Terra di Bari
- Legione provinciale Terra d'Otranto
- Legione provinciale Napoli
- Legione provinciale Terra di Lavoro
- Legione provinciale Principato Ultra
- Legione provinciale Principato Citra
- Reggimento Civico del Circeo (1809)
- Guardia Nazionale di Benevento (1813-14)
- Legione dipartimentale del Tronto (1814-15)
- Legione dipartimentale del Musone (1814-15)
- Legione dipartimentale del Metauro (1814-15)
- Guardia Nazionale del Reno (1814 e 1815)

### Guardia d'interna sicurezza
- Guardia civica di Napoli (15 luglio 1806-8 novembre 1808)
- Volontari scelti della città di Napoli (16 giugno – 31 luglio 1809)
- Guardia d'interna sicurezza (18 marzo 1813)
- Pompieri della Città di Napoli (4 maggio 1810)

### Compagnie provinciali
- Compagnie scelte provinciali (distrettuali) (12 giugno 1812)
- Battaglioni provinciali (10 gennaio 1815)
- 1º-5º Reggimento provvisorio di linea (marzo 1815)

### Reale Marina napoletana
Corpi militari di truppa

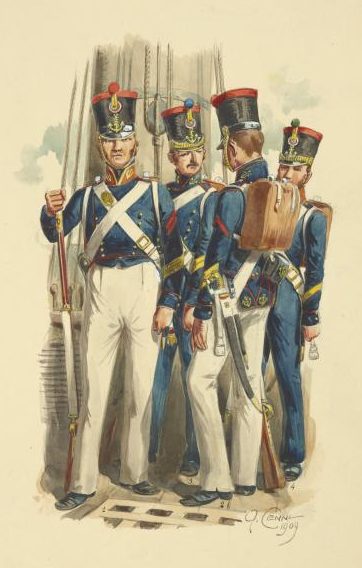
Marinai della Reale Marina napoletana

- Compagnie marinai cannonieri (12 marzo - 24 giugno 1806)
- Compagnie fanteria di marina (12 marzo - 24 giugno 1806)
- Corpo, poi Reggimento della Marina (24 giugno 1806-26 ottobre 1808)
- Battaglione della Marina Reale (26 ottobre 1808 - 2 novembre 1810)
- Corpo dei marinai cannonieri (26 ottobre 1808 - 2 novembre 1810)
- Reggimento artiglieria di Mare (2 novembre 1810 - maggio 1815)
- Battaglioni I-VIII dei marinai (8 novembre 1808 - 11 ottobre 1811)
- Battaglione marinai (11 ottobre 1811)
- Compagnie costruttori di marina (23 marzo 1812)

Formazioni Navali
- Divisione Navale di Napoli (1808-1810)
- Divisione Legni Leggeri (Golette) di Gaeta (1811-1813)
- Divisione Vele Quadre di Napoli (5 giugno 1813 - maggio 1815)
- Flottiglia dell'Adriatico (18 novembre 1813 - maggio 1815)
- 1ª Divisione cannoniere (1806-15)
- 2ª Divisione cannoniere (1806-15)
- 3ª Divisione cannoniere (1806-10)
- 4ª Divisione cannoniere (1806-10)
- 5ª Divisione cannoniere (1806-10)
- 6ª Divisione cannoniere (1807-10)
- 7ª Divisione cannoniere (1809-10)
- 8ª Divisione cannoniere (1809-10)
- 9ª Divisione cannoniere (1809-10)
- 10ª Divisione cannoniere (1809-10)
- 11ª Divisione cannoniere (1809-10)

## Regno di Sicilia (1806-1815)

### Ordinamento 1806/1808
- Alabardieri di Palermo

Aiutante Sottufficiale Granatieri della Guardia Reali in gran tenuta

Granatieri della Reggimento Real Estero

Fuciliere della Linea

- 1º Battaglione granatieri guardia reale (18 marzo 1806-6 febbraio 1808)
- Reggimento Granatieri della Guardia Reale (6 febbraio 1808 - 14 settembre 1812)
- Compagnia Cacciatori, poi Volteggiatori di S. A. R. (marzo 1806 - settembre 1812)
- Corpo dei Cacciatori e Pionieri Reali (maggio 1806 - maggio 1815)

Fanteria di linea 
- Reggimento Real Estero (15 aprile 1806)
- Reggimento Reali Sanniti (15 aprile 1806)
- Reggimento Reali Presidi (18 agosto 1806 - 16 settembre 1812)
- Reggimento Cacciatori Philipstahl (18 agosto 1806-6 febbraio 1808)
- Reggimento Valdimazzara I (6 febbraio 1799 - 16 settembre 1812)
- Reggimento Valdimazzara II (27 ottobre 1801 - 16 settembre 1812)
- Reggimento Valdemone (6 febbraio 1799 - 16 settembre 1812)
- Reggimento Valdinoto (6 febbraio 1799 - 16 settembre 1812)
- Reggimento Cacciatori di Mare (5 luglio 1809 - 16 settembre 1812)
- 1º Battaglione granatieri di linea (6 febbraio 1808 - 16 settembre 1812)
- 2º Battaglione granatieri di linea (6 febbraio 1808 - 16 settembre 1812)
- 3º Battaglione granatieri di linea (6 febbraio 1808 - 16 settembre 1812)

Fanteria leggera
- 1º Battaglione Cacciatori, già Appuli (luglio 1806 - 6 febbraio 1808)
- Battaglione Cacciatori Albanesi (18 marzo 1806 - 8 maggio 1812)
- Battaglione Cacciatori Valdimazzara (6 febbraio 1799-29 febbraio 1808)
- Battaglione Cacciatori Valdemone (6 febbraio 1799-29 febbraio 1808)
- Battaglione Cacciatori Siculi (4 agosto 1807 - 16 settembre 1812)
- Compagnie reggimentali volteggiatori (28 ottobre 808 - 16 settembre 1812)

Corpi volontari di Emigrati Calabresi e Napoletani
- Compagnia Cacciatori di Mare (25 marzo 1807)
- Compagnia Cacciatori della Regina a Ponza
- Compagnia Cacciatori Provinciali a Ponza (27 novembre 1807)
- Battaglione Cacciatori Calabro
- Battaglione Cacciatori Carolina
- Compagnie reggimentali di cacciatori calabresi (30 settembre 1807 - ottobre 1812)

Fanteria presidiaria
- Reggimento di Guarnigione (6 febbraio 1808)
- Compagnie di dotazione delle isole

Cavalleria
- Reggimento Principe Cavalleria (18 marzo 1806-16 settembre 1812)
- Reggimento Valdimazzara Cavalleria (6 febbraio 1799 - 16 settembre 1812)
- Reggimento Valdinoto Cavalleria (6 febbraio 1799 - 16 settembre 1812)

Corpo Reale d'Artiglieria
- Brigata d'artiglieria a cavallo
- Brigate d'artiglieria a piedi
- Compagnia artefici e pontonieri (agosto 1806)
- Treno d'artiglieria (30 ottobre 1806)
- Artiglieri litorali (22 ottobre 1807)
- Brigata pionieri (1º gennaio 1806 - 16 settembre 1812)

### Ordinamento 16 settembre 1812 (Lord Bentinck)
- Battaglione Guardie Siciliane
- Battaglione Guardie Napoletane
- Battaglione Reali Granatieri

3º Reggimento Estero, ufficiale di compagnia di fanteria leggera intorno al 1812

- 1º Reggimento Siciliano (già Valdimazzara)
- 2º Reggimento Siciliano (già Valdemone)
- 3º Reggimento Siciliano (già Valdinoto)
- 1º Reggimento Estero (già Reali Presidi)
- 2º Reggimento Estero (già Reali Sanniti)
- 3º Reggimento Estero (già Estero)
- 4º Reggimento Estero (già 1° Cacciatori di Mare)
- 5º Reggimento Estero (già 2° Cacciatori di Mare)
- Compagnie reggimentali fiancheggiatori
- Battaglione Cacciatori Volontari Calabresi (4 agosto 1814 - 1816)
- 1º Reggimento Cavalleria (già Principe)
- 2º Reggimento Cavalleria (già Valdimazzara)
- 3º Reggimento Cavalleria (già Valdinoto)
- Brigate d'artiglieria a piedi
- Brigata d'artiglieria a cavallo
- Treno d'artiglieria
- Compagnia artefici e pontonieri
- Brigata ingegneri di campagna
- Reggimento di Guarnigione
- Compagnie di dotazione delle Isole

### Esercito dei Volontari Siciliani (1º febbraio 1808-18 gennaio 1818)
Reggimenti Guarnigione 
- 1º Reggimento Guarnigione Palermo
- 2º Reggimento Guarnigione Palermo
- 3º Reggimento Guarnigione Palermo
- 4º Reggimento Guarnigione Palermo
- Reggimento Guarnigione Trapani
- Reggimento Guarnigione Milazzo
- Reggimento Guarnigione Messina
- Reggimento Guarnigione Catania

1º Reggimento Cacciatori Valdemone Forie di Messina

- Reggimento Guarnigione Siracusa - Augusta

Reggimenti Cacciatori
- 1º Reggimento Cacciatori Valdimazzara I Girgenti
- 2º Reggimento Cacciatori Valdimazzara II Mazara
- 3º Reggimento Cacciatori Valdimazzara II Sciacca
- 4º Reggimento Cacciatori Valdimazzara I Termini
- 5º Reggimento Cacciatori Valdimazzara II Marsala
- 6º Reggimento Cacciatori Valdimazzara I Licata
- 7º Reggimento Cacciatori Valdimazzara I Polizzi
- 8º Reggimento Cacciatori Valdimazzara I Corleone
- 9º Reggimento Cacciatori Valdimazzara I Sutera
- 10º Reggimento Cacciatori Valdimazzara II Monreale
- 11º Reggimento Cacciatori della Piana di Palermo (30 novembre 1809)
- 1º Reggimento Cacciatori Valdemone Furie di Messina
- 2º Reggimento Cacciatori Valdemone Patti
- 3º Reggimento Cacciatori Valdemone Cefalù
- 4º Reggimento Cacciatori Valdemone Troina
- 5º Reggimento Cacciatori Valdemone Taormina
- 6º Reggimento Cacciatori Valdemone Acireale
- 7º Reggimento Cacciatori Valdemone Castro Reale
- 1º Reggimento Cacciatori Valdinoto Noto
- 2º Reggimento Cacciatori Valdinoto Caltagirone
- 3º Reggimento Cacciatori Valdinoto Lentini
- 4º Reggimento Cacciatori Valdinoto Castrogiovanni
- 5º Reggimento Cacciatori Valdinoto Ragusa
- 6º Reggimento Cacciatori Valdinoto Terranova

Reggimenti Dragoni Leggeri
- Reggimento Dragoni Leggeri Valdimazzara I Marsala
- Reggimento Dragoni Leggeri Valdimazzara II Termini
- Reggimento Dragoni Leggeri Valdemone Castro Reale
- Reggimento Dragoni Leggeri Valdinoto Noto

Altri Corpi 
- Reggimento Zappatori – Palermo
- Squadre reggimentali artiglieri
- Compagnie pontonieri (Palermo, Messina, Siracusa)
- Reggimento Volontari Eoli (26 novembre 1808)
- Compagnia Volontari di Ustica (22 novembre 1809)
- Battaglione Guide della Real Corona (22 dicembre 1809-giugno 1812)

## Regno di Sardegna (1800-1814)

### Reali Truppe
- Compagnia sarda delle Guardie del corpo (29 agosto 1799 - 1831)
- Alabardieri reali di Sardegna (1720-1848)
- Battaglione Cacciatori Esteri (3 marzo 1799 - 23 agosto 1808)
- Battaglione Cacciatori di Savoia (23 agosto 1808 - 25 ottobre 1831)
- Reggimento nazionale di Sardegna (26 luglio 1744 - 11 aprile 1816)
- Dragoni leggeri di Sardegna (15 marzo 1775 - 13 ottobre 1808)
- Cavalleggeri di Sardegna (13 ottobre 1808 - 2 giugno 1819)
- Corpo Reale d'Artiglieria in Sardegna (31 gennaio 1800 - 1848)
- Corpo Franco (30 dicembre 1741)

### Reale Marina sarda
- Compagnia di grazia pel servizio della regia marina (7 aprile 1806)
- Compagnia Real Marina (1º maggio 1802 - 15 aprile 1809)
- Compagnia Leggera di Marina (18 dicembre 1806 - 15 aprile 1809)
- Battaglione di Real Marina (15 aprile 1809 - 19 novembre 1812)
- Centuria di Marina (19 novembre 1812 - 1815)

### Milizia provinciale sarda (1808-1815)
Fanteria
- Reggimento provinciale di Cagliari
- Reggimento provinciale di Ales (cacciatori)
- Reggimento provinciale di Iglesias
- Reggimento provinciale di Mandas
- Reggimento provinciale di Tortolì (cacciatori)
- Reggimento provinciale di Laconi (cacciatori)
- Reggimento provinciale di Sorgono (cacciatori)
- Reggimento provinciale di Oristano
- Reggimento provinciale di Nuoro
- Reggimento provinciale di Bono
- Reggimento provinciale di Tempio
- Reggimento provinciale di Ozieri
- Reggimento provinciale di Sassari
- Reggimento provinciale di Alghero
- Volontari di Alghero
- Reggimento provinciale di Carloforte (cacciatori)

Cavalleria
- Reggimento provinciale Sulcis cavalleria
- Reggimento provinciale Trexenta cavalleria
- Reggimento provinciale Arborea cavalleria
- Reggimento provinciale Mandrolisay cavalleria
- Reggimento provinciale Gallura cavalleria
- Reggimento provinciale Goceano cavalleria
- Reggimento provinciale Cagliari cavalleria
- Reggimento provinciale Logudoro cavalleria

## Regno di Sardegna (1814-15)

### Corpi di Casa Reale e Carabinieri Reali
- Guardie del Corpo del Re (7 giugno 1814)
- Corpo dei Carabinieri Reali (13 luglio 1814)
- Archibugieri guardie della porta (28 maggio 1814)
- Guardia svizzera (13 giugno 1814)
- Dragoni guardacaccia (27 novembre 1815)

### Fanteria d'ordinanza (24 maggio 1814)
- Reggimento guardie
- Reggimento Savoia (ex-Volontaires Savoyards, gennaio-giugno 1814)
- Reggimento Monferrato
- Reggimento Piemonte
- Reggimento Aosta
- Reggimento Saluzzo
- Reggimento La Marina, poi Cuneo
- Reggimento Alessandria
- Reggimento La Regina
- Reggimento Genova (gennaio 1815)
- Reggimento Sardegna

### Fanteria leggera
- Battaglione Cacciatori di Savoia (1808-1831)
- Battaglione Cacciatori Italiani (marzo 1814 - 1821)
- Legione Reale Leggera (1817-1821)
- Battaglione Cacciatori Piemontesi (ex-31º reggimento fanteria leggera)
- Battaglione Cacciatori della Regina

### Fanteria provinciale (27 giugno 1814)
- Reggimento provinciale d'Ivrea
- Reggimento provinciale di Torino
- Reggimento provinciale di Cuneo
- Reggimento provinciale di Mondovì
- Reggimento provinciale di Asti
- Reggimento provinciale di Vercelli
- Reggimento provinciale di Pinerolo
- Reggimento provinciale di Casale
- Reggimento provinciale di Susa
- Reggimento provinciale di Acqui
- Reggimento provinciale di Novara
- Reggimento provinciale di Tortona

### Cavalleria (24 maggio 1814)
- Reggimento Piemonte Reale Cavalleria
- Reggimento Savoia Cavalleria
- Reggimento Dragoni di Sua Maestà
- Reggimento Dragoni della Regina
- Reggimento Cavalleggeri di Sua Maestà
- Reggimento Cavalleggeri di Piemonte
- Reggimento Cavalleggeri di Sardegna

### Artiglieria e genio
- Corpo Reale d'artiglieria
- Battaglione d'artiglieria in Sardegna
- Corpo Reale del Genio
- Compagnia zappatori

### Altri Corpi
- 1º e 2º Battaglione di guarnigione
- Reale Gendarmeria Genovese (10 gennaio 1815 - 1º gennaio 1823)
- Guardia Urbana di Torino (1814)
- Guardie civiche di Torino e Genova
- Reggimento grigione Christ (24 agosto 1814 - aprile 1816)

### Regia Marina sarda
- 1º Reggimento Equipaggi delle Regie Navi (marzo 1815)
- 2º Reggimento artiglieria di marina (marzo 1815)
- Divisione d'artiglieria da costa (marzo 1815)
- Divisione leggera di Sardegna

## Repubblica Ligure (1800-1805)
- Guardia del Governo (31 ottobre 1801)
- Gendarmeria ligure (31 ottobre 1800-1805: poi nella gendarmerie impériale)
- 1º Battaglione di linea (20 gennaio 1801 – 1805: poi nel 32e légère)
- 2º Battaglione di linea (20 gennaio 1801 – 1805: poi nel 32e légère)
- Battaglione d'artiglieria (20 gennaio 1801-1805: poi Ve Bon/2e RAM)
- Corpo dei Veterani
- Compagnie ausiliarie o di deposito (1805)

## Stato Pontificio (1800-1808)
Corpi di guardie
- Guardia Nobile Pontificia (1802-1808)
- Guardia Svizzera (1800-1808)

Truppe di linea
- 1º Reggimento di linea (Roma, Civitavecchia) (1802-16 maggio 1808: poi 7° di linea italiano)
- 2º Reggimento di linea (Marca e Urbino) (1802-16 maggio 1808: poi 7° di linea italiano)
- Corpo dei Cacciatori a cavallo pontifici (1801-12 maggio 1808: poi nei cacciatori italiani)
- Corpo dell'Artiglieria pontificia (1801-maggio 1808: poi nell'artiglieria italiana)

Truppe provinciali (dicembre 1803 – giugno 1808)
- Reggimenti e Squadroni delle Marche (1°, 2° e 3°)
- Reggimenti e Squadroni della Legazione di Pesaro e Urbino (1° e 2°)
- Reggimenti e Squadroni dell'Umbria (1° e 2°)
- Reggimento e Squadrone del Patrimonio (Viterbo)
- Reggimenti e Squadroni del Lazio e Sabina (1° e 2°)
- Reggimenti e Squadroni di Marittima e Campagna, con Benevento e Pontecorvo (1° e 2°)

## Regno d'Etruria (1801-1808)
Corpi della Real Casa
- Reale Guardia del corpo (24 settembre 1801-15 gennaio 1808)
- Militari Anziani Custodi del Real Palazzo (15 ottobre 1801 – 13 febbraio 1807)
- Corpo dei Reali Cacciatori a piedi (13 febbraio 1807 – 10 gennaio 1808)
- Guardie Reali di Gabinetto (19 novembre 1801-5 novembre 1806)
- Corpo dei Reali Cacciatori a cavallo (5 novembre 1806 – 10 gennaio 1808)
- Real Corpo dei Volontari (spagnoli) di Maria Luisa (aprile 1807 – gennaio 1808)

Corpi di Fanteria
- 1º Reggimento Real Toscano (ottobre 1801-gennaio 1805)
- 2º Reggimento Real Ferdinando (già parmense) (dicembre 1802 – gennaio 1805)
- Reggimento Real Carlo Lodovico (gennaio 1805 – 11 dicembre 1807)
- Reggimento d'Infanteria d'Etruria (11 dicembre 1807-29 maggio 1808: poi 113e de ligne)
- Compagnia di Truppa Regolata dei Reali Presidi (1802-settembre 1803)

Cavalleria
- Compagnia Dragoni d'Etruria (1802-1803)
- Real Corpo dei Dragoni d'Etruria (21 luglio 1803-17 gennaio 1808)
- Corpo dei Dragoni Toscani (17-22 gennaio 1808)
- Reggimento Dragoni d'Etruria (22 gennaio-22 maggio 1808: poi 28e chasseurs à cheval)

Artiglieria
- Corpo dei Pompatori Militari di Firenze (15 maggio 1802-10 aprile 1804)
- Corpo degli artiglieri de' Reali Presidi a Orbetello (1802-10 aprile 1804)
- Compagnia d'artiglieria (10 aprile 1804-10 gennaio 1808: poi nell'artiglieria italiana)

Truppe presidiarie, volontari e milizie
- Compagnie di invalidi di Pisa, Volterra, Prato e Livorno (1801-1808)
- Compagnia Veterana dei Reali Presidi (1807-1808)
- Compagnie delle Milizie di Pietrasanta, Campiglia e Grosseto
- Compagnia delle Milizie dei Reali Presidi (giugno 1802 – gennaio 1808)
- Compagnia Urbana dell'Isola del Giglio
- Corpo Reale Volontario dei Cacciatori di Livorno (1801-1808)
- Corpo Reale dei Cacciatori della Città di Firenze (maggio 1801-1808)
- Corpo Reale dei Cacciatori Volontari della città di Pisa (22 aprile 1802-1808)

## Impero Francese

### Corpi italiani di fanteria

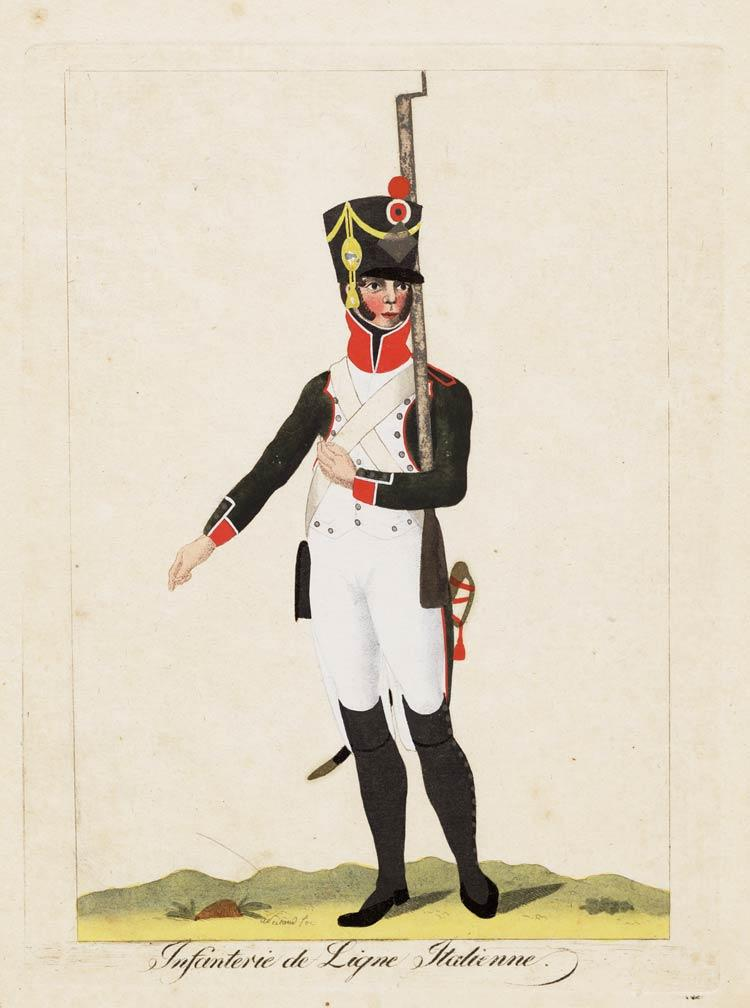
Soldato di linea italiano

- Battaglione Veliti di Torino (24 marzo 1809 - 15 luglio 1814)
- Battaglione Veliti di Firenze (24 marzo 1809 - 15 luglio 1814)
- 111e Régiment d'infanterie de ligne (già 1ª MB di linea piemontese) (15 novembre 1801 - 12 maggio 1814: poi 90e de ligne)
- 112e Demi-brigade de ligne (già 2ª MB di linea piemontese: 15 novembre 1801 - 6 aprile 1803)
- 113e Régiment d'infanterie de ligne (già Infanteria d'Etruria) (29 maggio 1808 - 12 maggio 1814)
- 137e Régiment d'infanterie de ligne (12 gennaio 1813-12 maggio 1814)
- 156e Régiment d'infanterie de ligne (12 gennaio 1813-12 maggio 1814)
- 31e Régiment d'infanterie légère (già 1ª MB leggera piemontese) (15 novembre 1801-12 maggio 1814)
- 32e Régiment d'infanterie légère (già 1° e 2° liguri: 1805-1814)
- 35e Régiment d'infanterie légère (già 1er Régiment de la Méditerranée: 27.1.1810-12.5.1814)
- Légion du Midi (18 maggio 1803-11 agosto 1811: poi nell'11e e 31e légère)[2]
- Tirailleurs du Po (20 agosto 1803-11 agosto 1811: poi nell'11e légère)
- Bataillon de Piombino (16 febbraio 1805 - maggio 1814)
- 8e Régiment Etranger ad Aix (marzo-ottobre 1815)

### Corpi italiani di cavalleria
- Compagnìe de gardes d'honneur à cheval (1º aprile 1809 - 1º maggio 1814), guardia personale del principe Camillo Filippo Ludovico Borghese[3]
- Gardes d'honneur de la grande-duchesse Elise (1º aprile 1809 - 13 luglio 1813), guardia personale della granduchessa Elisa Bonaparte Baciocchi. Partecipò anche alla campagna di Russia[3]
- 21e Régiment dragons (già Dragoni piemontesi) (26 agosto 1801 - 12 maggio 1814)
- 17e, poi 26e Régiment chasseurs à cheval (già Ussari piemontesi) (26 agosto 1801 - 12 maggio 1814)
- 28e Régiment chasseurs à cheval (già Dragoni d'Etruria) (29 maggio 1808 - 12 maggio 1814)
- 13e Régiment hussards (28 gennaio - 13 dicembre 1813)
- 14e Régiment hussards (8 febbraio - 10 maggio 1814)
- Escadron du 3e Régiment gardes d'honneur (1813-14)
- Escadron du 4e Régiment gardes d'honneur (1813-14)

### Gendarmerie impériale
- 27e Légion de Turin (1801-1814)
- 28e Légion de Genes (1805-1814)
- 29e Légion de Florence (1808-14)
- 30e Légion de Rome (1808-14)
- Gendarmerie de Marine
- Compagnies sbires (sbirri) toscans (19 maggio 1808 - 1814)
- Compagnie sbires (sbirri) romains (11 luglio 1811 - 1814)

### Garde Nationale
Coorti G.N. di I Bando (13 marzo 1812 - 11 gennaio 1813)
- 2e cohorte/30e Division (Rome - Trasimène) poi nel 137e de ligne
- 82e cohorte/27e Division(Dora - Po - Sesia) poi nel 156e de ligne
- 83e cohorte/27e Division(Marengo - Stura) poi nel 156e de ligne
- 84e cohorte/28e Division (Appennini - Taro) poi nel 137e de ligne
- 85e cohorte/28e Division (Genes - Montenotte) poi nel 137e de ligne
- 86e cohorte/29e Division (Arno - Mediterraneo - Ombrone) poi nel 137e de ligne

Altre unità di Guardia Nazionale
- compagnie dipartimentali di riserva
- compagnie cannonieri guardacoste
- 1er - 2e Bataillons Francs de l'Ile d'Elbe (13 aprile 1803 - 1º settembre 1810)
- Bataillon de Garde Nationale de l'Ile d'Elbe (1º settembre 1810 - giugno 1815)

## Gran Bretagna
- Royal Sicilian Regiment (10 maggio 1806 - 1816)
- Army Flotilla of Messina (1809-14)
- Battaglione volante Catanzaro a Messina (3 marzo 1808 - 1810?)
- Guide Calabresi (settembre 1808 - 1810?)
- Calabrian Free Corps (settembre 1808 - maggio 1814)
- 1st Regiment, Italian Levy (13 maggio 1812 - 16 gennaio 1816)
- 2nd Regiment, Italian Levy (13 maggio 1812 - 16 gennaio 1816)
- 3rd Regiment, Italian Levy (15 marzo 1813 - 16 gennaio 1816)
- Artillery, Italian Levy (Spagna, 1812-13)
- Royal Piedmontese Legion, Inghilterra (3 febbraio - 16 settembre 1814)
- Legione volontari napoletani Church (3 maggio 1815)

## Impero d'Austria
Dalmazia e Veneto (1798-1805)
- Triester Marine (I.) (1792-16 giugno 1802)
- Flottiglia Dalmata (1797 - 1805)
- Reggimento Dalmata (6 luglio 1797-14 giugno 1800)
- Battaglione delle Collettizie
- Ex-venezianische Marine (22 febbraio 1798 - 16 giugno 1802)
- K. K. Kriegsmarine (16 giugno 1802 - 31 dicembre 1805)
- Battaglione Dalmato di Marina (16 giugno 1802 - 31 dicembre 1805)
- Battaglione artiglieria di marina a Venezia (16 giugno 1802 - 31 dicembre 1805)
- Battaglione Invalidi all'Estuario (22 febbraio 1798 - 31 dicembre 1805)
- Compagnie militari di Polizia di Venezia (13 gennaio 1805)
- Dalmati Battaglioni Leggeri N. 2 e 3(agosto - 31 dicembre 1805)

Forze levate nei territori austriaci
- Triester Marine (II) (1º gennaio 1806 - 1809)
- Tyroler - Jaeger - Regiment Fenner von Fenneberg (1813)

Corpi franchi italiani (1813-14)
- Italienisches Freikorps Mistruzzi (ottobre 1813 - 1815)
- Corpo franco romagnolo Finetti (dicembre 1813 - 3 aprile 1814)

Truppe ex-italiane incorporate il 28 luglio 1814 
- Italienisches Infanterie Regiment Wimpffen Nr. 13
- Italienisches Infanterie Regiment Merville Nr. 23
- Italienisches Infanterie Regiment Prohaska Nr. 38
- Italienisches Infanterie Regiment Paar Nr. 43
- Italienisches Leicht Bataillon Nr. 1
- Italienisches Leicht Bataillon Nr. 2
- Italienisches Leicht Bataillon Nr. 3
- Italienisches Leicht Bataillon Nr. 4
- Italienisches Chevaux-légers Regiment Nr. 7 Nostitz
- Italienisches Invaliden-Bataillon
- Gensdarmerie Regiment in der Lombardie
- Militaer Polizei Wach Corps in der Lombardie

## Impero Russo
- 3ª Brigata (italiana) della Legione straniera russa (Formirovanie Legionov) di Orel (1812-1813)